# Levitazione magnetica

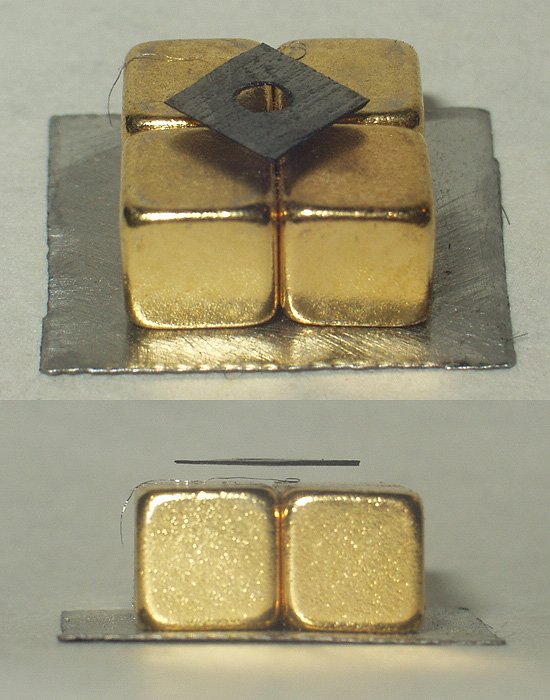
Levitazione del carbonio pirolitico

La levitazione magnetica, Maglev o sospensione magnetica è un metodo con il quale un oggetto è sospeso su un altro oggetto senza un supporto oltre ai campi magnetici. La forza elettromagnetica viene usata per contrastare gli effetti della forza gravitazionale.

## Stabilità
Il teorema di Earnshaw ha dimostrato definitivamente che non è possibile far levitare stabilmente un oggetto utilizzando solo campi elettromagnetici "classici". Le forze che agiscono su un oggetto in qualsiasi combinazione di campi gravitazionali, elettrostatici e magnetostatici rende la sua posizione instabile. Tuttavia esistono diversi modi per far diventare possibile la levitazione, violando i presupposti del teorema; per esempio, l'uso di una stabilizzazione elettronica o di materiali diamagnetici.

## Metodi
Ci sono diversi metodi per ottenere la levitazione magnetica. Quelli principali, usati nei treni maglev (treni a levitazione magnetica), sono sospensioni elettromagnetiche servo-stabilizzate (EMS - ElectroMagnetic Suspension), sospensioni elettrodinamiche (EDS - ElectroDynamic Suspension), e Inductrack.

### Vincoli Meccanici
Se due magneti sono meccanicamente vincolati lungo un singolo asse verticale (un pezzo di corda, ad esempio), e posizionati in modo da respingersi con il massimo della forza, questo farà levitare uno dei due pezzi sull'altro. Questa non viene considerata vera levitazione, tuttavia, perché sussiste una sorta di contatto meccanico.

### Levitazione Diamagnetica Diretta

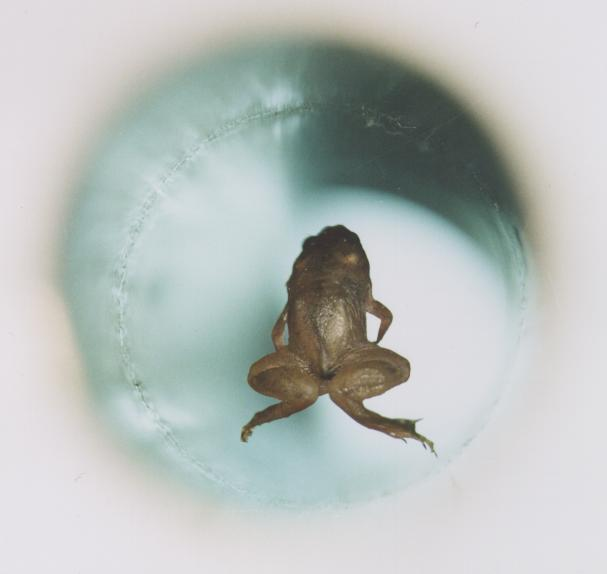
Una rana viva levita in un cilindro verticale di 32 mm di diametro di un solenoide di Bitter dentro un campo magnetico di 16 tesla al Nijmegen High Field Magnet Laboratory. Link diretto al video

Una sostanza che è diamagnetica respinge un campo magnetico. Il teorema di Earnshaw non si applica ai diamagneti; essi si comportano nella maniera opposta rispetto ai tipici magneti a causa della loro permeabilità magnetica μr minore di 1 (cioè suscettività magnetica negativa).
Tutti i materiali hanno proprietà diamagnetiche, ma l'effetto è molto debole, e di solito sopraffatto dalle proprietà paramagnetiche o ferromagnetiche, che agiscono nella maniera opposta. Qualsiasi materiale in cui la componente diamagnetica sia più forte di quella paramagnetica e del peso specifico sarà respinto da un magnete, anche se questa forza di solito non è molto grande. La levitazione diamagnetica si può usare per far levitare pezzi molto leggeri di grafite pirolitica o bismuto su un magnete permanente abbastanza potente.
Siccome l'acqua è particolarmente diamagnetica, tale tecnica è stata usata per farne levitare delle gocce e anche animali vivi, come una cavalletta o una rana; tuttavia i campi magnetici necessari per tali operazioni sono estremamente forti, tipicamente attorno ai 16 Tesla, e creano diversi problemi se materiali ferromagnetici si trovano nelle vicinanze.
Il criterio minimo per la levitazione diamagnetica è {\displaystyle B{\frac {dB}{dz}}=\mu _{0}\,\rho \,{\frac {g}{\chi }}} dove:
- {\displaystyle \chi } è la suscettività magnetica
- {\displaystyle \rho } è la densità del materiale
- {\displaystyle g} è l'Accelerazione di gravità (-9.8 m/s2 sulla terra)
- {\displaystyle \mu _{0}} è la permeabilità magnetica del vuoto
- {\displaystyle B} è il campo magnetico
- {\displaystyle {\frac {dB}{dz}}} è la variazione del campo magnetico lungo l'asse verticale.

Assumendo condizioni ideali lungo la direzione z del magnete a solenoide:
- L'acqua levita a {\displaystyle B{\frac {dB}{dz}}\gg 1400\ \mathrm {T^{2}/m} }
- La grafite levita a {\displaystyle B{\frac {dB}{dz}}\gg 375\ \mathrm {T^{2}/m} }.

### Superconduttori
I superconduttori potrebbero essere considerati diamagneti perfetti (Χr = -1), che espellono completamente i campi magnetici a causa dell'effetto Meissner. La levitazione del magnete è stabilizzata dal blocco del flusso all'interno del superconduttore. Questo principio è sfruttato dalle sospensioni elettrodinamiche (EDS) dei treni a levitazione magnetica.
Nei treni, dove il peso del grande elettromagnete è una caratteristica di progetto principale (un campo magnetico molto forte è necessario per fare levitare un grande treno), i superconduttori vengono utilizzati come elettromagneti, siccome producono un campo magnetico più forte a parità di peso.

### Levitazione stabilizzata diamagneticamente
Un magnete permanente può essere stabilmente sospeso in varie configurazioni di forti magneti permanenti e forti diamagneti. Quando si usano magneti a superconduttore, la levitazione di un magnete permanente può anche essere stabilizzata dal lieve diamagnetismo presente nell'acqua delle dita umane.

### Stabilizzazione mediante rotazione
Un magnete può essere stabilizzato facendolo ruotare in un campo creato da un anello di altri magneti. Tuttavia, rimarrà stabile fino a che il tasso di precessione rallenta sotto un limite critico. La regione di stabilità è piuttosto piccola sia nello spazio che nel tasso di precessione necessario. La scoperta di questo principio è dovuta a Roy Harrigan, un inventore del Vermont che brevettò un dispositivo di levitazione nel 1983. Diversi apparati che usano la stabilizzazione mediante rotazione sono stati sviluppati sfruttando questo brevetto (come il famoso giocattolo Levitron). Apparecchi non commerciali sono stati creati per i laboratori di ricerca universitari, generalmente utilizzando magneti troppo potenti per un'interazione sicura con il pubblico.
Questo tipo di levitazione si è rivelata facilmente riproducibile con un rotore e un galleggiante in neodimio.

### Servo Stabilizzazione
La levitazione magnetica stabilizzata dinamicamente si può ottenere misurando la posizione e la traiettoria del magnete che si vuole fare levitare, e modificando continuamente il campo magnetico locale per compensare il suo movimento.
Questo è il principio che sta dietro alle comuni dimostrazioni di levitazione "da tavolo", le quali usano un raggio di luce per misurare la posizione e la velocità di un oggetto. In sistemi semplici, un elettromagnete è sopra all'oggetto da fare levitare verso l'alto; l'elettromagnete viene spento ogniqualvolta l'oggetto si avvicina troppo, e viene riacceso quando cade troppo lontano. Un tale sistema non è molto robusto; sistemi molto più complicati ed efficienti di misurazione e controllo sono comunque realizzabili.
Questo è anche il principio alla base delle sospensioni elettromagnetiche (EMS) del treno a levitazione magnetica: il treno si avvolge attorno al binario ed è spinto verso l'alto da quest'ultimo. I servo controlli li mantengono ad una distanza costante.

### Conduttori rotanti sotto i magneti
Se viene ruotata una base di materiale conduttore sotto un magnete, una corrente verrà indotta nel conduttore la quale respingerà il magnete. Ad una velocità sufficientemente alta di rotazione della base conduttrice, il magnete sospeso comincerà a levitare. Un caso tecnologico specialmente interessante di questo avviene quando si usa un Array Halbach al posto di un singolo polo di un magnete permanente.
Gli Array Halbach sono anche molto adatti per la levitazione magnetica di giroscopi, di motori elettrici e di alberi per generatori.

### Campi magnetici oscillanti ad alta frequenza
Un conduttore può essere fatto levitare sopra un elettromagnete con una corrente alternata ad alta frequenza che gli scorre all'interno. Questo provoca ad ogni conduttore regolare di comportarsi come un diamagnete, a causa delle correnti parassite generate nel conduttore. Fino a che le correnti parassite creano i loro campi che si oppongono al campo magnetico, l'oggetto conduttivo viene respinto dall'elettromagnete.
Questo effetto richiede alte frequenze e materiali conduttori non ferromagnetici come l'alluminio o il rame, siccome quelli ferromagnetici sono anche attratti fortemente verso l'elettromagnete. L'effetto può essere usato per prodezze come far levitare un elenco telefonico nascondendovi all'interno una piastra di alluminio.

### Array Halbach che trasla ed Inductrack
Muovere un Array Halbach su un circuito conduttivo chiuso genererà una corrente in tale circuito, il quale creerà in risposta un campo magnetico opposto. Ad una certa velocità critica il campo magnetico indotto è abbastanza forte da indurre la levitazione sopra una serie di tali circuiti. Gli array Halbach si possono mettere in una configurazione stabile ed installati, ad esempio, in un vagone ferroviario.
Il sistema Inductrack per i treni maglev evita i problemi inerenti ad entrambi i sistemi EMS ed EDS, specialmente per le sospensioni di sicurezza. Utilizza solo magneti permanenti in un array Halbach montati sul vagone del treno e circuiti conduttivi non alimentati installati sul tracciato per provvedere alla levitazione. L'unico requisito è che il treno deve essere già in movimento a pochi chilometri orari (all'incirca a passo d'uomo) per mantenere la levitazione.
La corrente elettrica indotta nei circuiti conduttori sul tracciato traggono energia dal movimento del treno (questo viene chiamato "trascinamento magnetico"), ma l'efficienza è ancora buona, e non sono necessarie elettroniche attive o superconduttori raffreddati criogenicamente.

## Levitazione magnetica passiva
In occasione del LetExpo 2024, un treno di una tonnellata ha percorso 2 chilometri alla velocità di 70 km/h sulla Ferrovia Adria-Mestre. La levitazione magnetica passiva elimina la necessità dell'alimentazione elettrica dei magneti. Il test è stato il primo al mondo effettuato su binari tradizionali, senza richiedere l'installazione di componenti aggiuntivi o l'effettuazione di interventi di adeguamento.